# Saint-Jean-de-Savigny

Saint-Jean-de-Savigny este o comună în departamentul Manche, Franța. În 1 ianuarie 2022 avea o populație de 422 de locuitori.